# 七瀬ふたたび
『七瀬ふたたび』（ななせふたたび）は、筒井康隆のSF小説。
1972年10月から1974年10月にかけて『別冊小説新潮』『小説新潮』に連作の形で発表された。「邂逅」（初出時は「七瀬ふたたび」）「邪悪の視線」「七瀬 時をのぼる」「ヘニーデ姫」「七瀬 森を走る」の5編からなる。読心能力を持つ火田七瀬の様々な超能力を持つ仲間との交流や敵対者からの逃亡を描く。第7回星雲賞を受賞した。
『家族八景』から続く「七瀬シリーズ」「七瀬三部作」の一つである。1979年のNHK少年ドラマシリーズなど、5回映像化され、2001年に山崎さやか（現山崎紗也夏）により漫画化されている（詳細は後述）。

## 七瀬シリーズ・七瀬三部作
『家族八景』（1972年）と本作品、『エディプスの恋人』（1977年）を合わせて、七瀬シリーズ、七瀬三部作、七瀬ものと呼ばれることがある。ただし趣は3作で全く異なり、『家族八景』が家庭の中にほとんど舞台を限定した心理ドラマであったのに対して、『七瀬ふたたび』は一転して超能力サスペンスものとなっている。『エディプスの恋人』はミステリー風な前半(前2作とのつながりも最初は判然としない)から壮大な神話的結末へ至るSFであり、たびたび映像化されている前2作に対して一度も映像化されていない。

## ストーリー
人の心を読む能力を持つ20歳の火田七瀬は、かつての家政婦の仕事をやめ、母の実家に向かう夜行列車内で同じ人の心を読める能力を持つ幼い少年ノリオと出会い、さらに予知能力を持つ青年恒夫に出会う。恒夫は列車が事故に遭うことを予言し、七瀬らは途中の駅で降りる。その後、他にも超能力者と出会って仲間に加えたり、時には対決する。超能力者たちは迫害されることを恐れ、その能力をみな隠している。北海道でノリオと念動力を持つ黒人青年ヘンリーと生活を始めるようになったころ、超能力者抹殺をもくろむ謎の集団に存在を知られる。

## 登場人物
火田七瀬（ひた ななせ）
人の心を読む力を持つ超能力者（テレパス）の美貌の女性。1話目では20歳になったばかり。前作での家政婦の仕事は完全に辞めている。母の実家へ向かう列車の中で、恒夫、ノリオと出会う。アパートでノリオと暮らしながら高級バーを転々としながら1年間のホステス生活で黒人バーテンダーのヘンリーと知り合う、水商売で貯めた金で北海道に土地と家を購入、3人で生活を始める。気苦労の多いホステスを辞めて、超能力を使ってカジノで生活費を稼いだことから超能力者抹殺集団にその存在を知られてしまう。
ノリオ
七瀬と同様に人の心を読む力を持つ少年。1話では3歳、最終話では5歳。4歳のときに10歳程度の知能を持つ頭のいい少年。母親を幼少時に亡くし、継母が面倒を見ていたが、気味悪がられて可愛がってもらえない。七瀬と出会った列車が転覆事故を起こすのがきっかけで七瀬に引き取られ、以後共同生活することになる。
岩淵 恒夫（いわぶち つねお）
未来を予知する能力を持つイラストレーターの青年。最終話では24歳。長身で顔は面長。目が大きくやや道化た印象がある。七瀬に好意を寄せており、電話で危機を警告したり身を守るよう拳銃を渡す。初対面時に七瀬に抱いた空想を読まれたことを恥じており、七瀬に近寄ることが出来ず、以後直接顔を合わせることは二度となかった。
漁 藤子（すなどり ふじこ）
時間を移動できる能力を持つ女性。大柄でやや肥満しているが、色白でフランス映画の女優のような美人。ノリオが4歳のときに17歳の女子高生だったが、実際には時間遡行を重ねたためそれに加えて数年を生きている。実父を亡くして、北海道で牧場経営をする叔父に引き取られるため北海道へ行くフェリー上で七瀬たちと出会う。
ヘンリー
念力を使うことのできる2メートル近いハンサムな黒人の青年。七瀬がホステスとして働いている高級バーでバーテンダーをしていた。その念力は車を持ち上げることすら出来るが、強力な念力を使った後は激しく衰弱する。自分の意志では念力を使うことが出来ず父親の命令で使っていた。父を亡くした後に、自分に命令できる上位自我を求めて来日。七瀬と出会って、七瀬の賛美者、崇拝者、召使いであることを自認し、七瀬の命令で念力を使う。
真弓 瑠璃（まゆみ るり）
マカオの地下カジノで七瀬と知り合った女性。実業家の娘で育ちがよく色白でグラマー。男好き。膨大な精神エネルギーでとりとめのない思考をすることから七瀬は心の中でヘニーデ姫という渾名をつけている。カジノで有り金をなくして七瀬と行動を共にして帰国。超能力者を抹殺しようとする暗殺者から七瀬とともに追われていることに気づいていない。
西尾
28歳の商事会社社長で七瀬が勤する高級バー「ゼウス」の常連客。実は透視能力者だが、一般の人々を見下して自らの超能力も悪用することを厭わず、拳銃や麻薬も持っている。バーでのダイヤモンド紛失事件から、七瀬と対決することになる。

## テレビドラマ

### 「NHK少年ドラマシリーズ」版
NHK少年ドラマシリーズの一作品として、1979年8月6日から18日、18:00 - 18:29に放送された。全13話。初めて制作された七瀬シリーズの映像化作品である。1978年6月末から撮影が開始され、北海道ロケも交えて1978年内には撮影終了し、当初は1978年秋から19:30からの放映予定とされていたものの放映がなかなか決まらず、翌1979年8月まで持ち越された。これにより同じく多岐川裕美が七瀬を演じたRKB毎日放送制作のTBS『東芝日曜劇場』「芝生は緑」（「家族八景」のドラマ化）が1979年2月と放送では先んじることになった。原作者の筒井は多岐川が演じた七瀬を気に入り、『東芝日曜劇場』から『家族八景』ドラマ化の話があった際に推薦し、多岐川が続けて演じることになったという。
基本的に原作に準じた内容だが、原作では七瀬とは初対面以外顔を合わせなかった恒夫がたびたび彼女と一緒に行動していることと、5人の超能力者が先祖を同じにしている、という2点が大きな相違点。また七瀬を追う山村栄一というルポライターがオリジナルキャラクターとして設定された。第8話「家族」は家政婦として七瀬が働くという前作『家族八景』を彷彿とさせる石堂淑郎によるドラマオリジナルエピソードであり、第2話もドラマ版オリジナルである（「さとるの妖怪」についての言及は『～八景』の「水蜜桃」より）。この他、七瀬の父親に関するエピソードが『～八景』の「紅蓮菩薩」から使用されている。

#### キャスト
- 火田七瀬：多岐川裕美
- 小林ノリオ：新垣嘉啓（第1話 - 第8話・第10話 - 最終話）
- 岩淵恒夫：堀内正美（第1話 - 第8話・第10話・第11話・最終話）
- 漁藤子：村地弘美（第5話 - 第7話・第11話 - 最終話）
- ヘンリー：アレクサンダー・イーズリー（第3話 - 第8話・第10話 - 最終話）
- テロリスト：東治幸（第9話 - 最終話）
- サングラスの男：高桐真（第9話・第10話・第12話・最終話）
- 山村栄一：高橋長英（第2話 - 最終話）
- 語り：芥川隆行
- その他
  - 八星プロ（第1話 - 第4話・第9話・第10話・第12話・最終話）
  - K&Mプロモーション（第9話）
  - 若駒（第9話）
  - テアトルエコー（第10話）
  - グループ・ジロー（第12話）

##### ゲスト
第1話
- 若い男：桐原史雄（第2話）
- 老婆：筧豊子
- 山登りの若者：龍田直樹、松井修、森篤夫、宇田川智子、向殿あさみ、花悠子
- 大学生：野上裕二
- ノリオの母・鈴代：石井富子（第2話・第6話）
- 紳士：渥美国泰
- 老妻：滝奈保栄
- 老夫：小栗一也

第2話
- 看護婦：麻田紘子
- 兼子：千石規子
- 秀夫：小松方正

第3話
- 弥栄：岡本麗（第4話）
- しげみ：荒砂ゆき（第4話）
- 朱美：万里昌代（第4話）
- 運転手：小瀬朗
- ホステス：五十嵐美鈴（第4話）、三上昭子（第4話）
- 西尾正人：藤木敬士（第4話）

第4話
- 管理人：前沢迪雄
- 安田：久保晶

第5話
- 行夫：坂部文昭（第6話）
- 町子：津山登志子（第6話）
- インタビューの声：宮田光
- 巡視員：中島元（第6話）

第6話
- 教授：冨田浩太郎

第8話
- 令子：工藤明子
- 博士：村上冬樹
- 向田：古川信
- 安子：千うらら
- 陽次：柳沢真一
- 鉄三：花沢徳衛

第9話
- 真弓瑠璃（ヘニーデ姫）：田坂都（第10話）
- 中年の男：奥野匡
- ディーラー：三上左京
- ガードマン：石山雄大、湯川勉
- フロント：西尾徳
- 外国人ディーラー：ミッシェル・マサボ
- マネージャー：草薙幸二郎

第10話
- ヘニーデ姫の父：伊豆肇

第12話
- 八百屋：赤木葉子
- 雑貨屋：上田忠好
- 配達員：石黒正男

最終話
- 店員：佐藤理夫*マネージャー：草薙幸二郎

#### サブタイトル
1. 出会い
2. 旅立ち
3. 大都会の空
4. ダイヤモンド
5. 航海
6. 時をのぼる
7. 廃墟
8. 家族
9. 危機
10. ある青春
11. 落日
12. 暗殺者たち
13. 森を走る

#### スタッフ
- 脚本：石堂淑朗
- 音楽：鈴木征一
- 主題歌「風信子（ヒヤシンス）どこへ」（作詞・作曲・歌：深野義和、編曲：所太郎）
- 制作：黛叶
- 演出：花房實（1 - 3、10話）、吉田治夫（4、9話）、佐藤和哉（5、6、11 - 13話）、坂井茂生（7、8話）

#### ビデオグラム
本作品を収録したマスターテープは、放映終了後、消去あるいは廃棄され、NHKに映像は残されなかったが、一般視聴者が家庭用ビデオで録画した映像が寄贈され、1990年より再び視聴することが可能になった。1990年にはVHSとレーザーディスクで全話が4巻で、2001年からは全集収録のDVD版が3巻で市販されている。
- VHS「NHK少年ドラマシリーズ 七瀬ふたたび 1 - 4」（1990年1月15日、2月15日、3月15日、4月15日リリース）
- DVD「NHK少年ドラマシリーズ 七瀬ふたたび I - III」（2001年5月25日、6月22日、7月27日リリース、アミューズソフト[12][13]）

#### 評価
本作品は「少年ドラマシリーズ」末期の傑作として熱烈に支持された。ヒロイン・火田七瀬を演じた多岐川裕美は、お嬢さん風の雰囲気に、時どきクールな憂いと妖艶さがあり、稀代の当たり役となった。多岐川はSFとの相性の良さを買われて1980年、小松左京原作による角川映画のSF大作『復活の日#映画』のヒロインに起用された。また、石堂淑朗脚本は、七瀬と彼女を慕うエスパーの一行の逃避行の中から、少数民族への抑圧の哀しみをエッセンスとして抽出して評価される。

### 「木曜の怪談」版
木曜の怪談#七瀬ふたたびを参照

### 「テレビ東京ドラマシリーズ」版
主演・渡辺由紀、谷原章介ほか。「七瀬ふたたび 超能力者・完全抹殺」のタイトルで、1998年4月6日から7月6日まで、月曜日24:45 - 25:15に放送された。全13話。監督として、舞原賢三や七里圭、山崎貴らが参加している。原作にある列車事故を六本木のクラブの爆弾事件に置き換えるなど、アクティブでスタイリッシュな映像で、東京都心を舞台に描かれた。1998年にM3エンタテインメントからビデオ化、2009年にメダリオンメディア発売、オルスタックピクチャーズ販売でDVD化されている。

#### キャスト
- 火田七瀬：渡辺由紀
- ノリオ：安達哲朗
- 岩淵恒夫：谷原章介
- 漁藤子：篠原直美
- 漁連平：筒井康隆
- ヘンリー：SLY・ATAGA
- 醍醐満：水橋研二
- 西尾：田口トモロヲ
- しげみ：長曽我部蓉子
- 弥栄：幸さえこ
- 店長：廣瀬昌亮
- 樽角浩一：諏訪太郎
- 田上学：海津義孝
- 新庄：まあ
- 原：古川照之
- 吉永：成田晋吾
- 松井刑事：若松武史
- 黄（ウォン）：でんでん
- コック：高橋勝
- 田村：戸田昌宏
- TVレポーター：原サチコ
- 細川：大鷹明良
- 栄子：ひし美ゆり子

#### スタッフ
- プロデューサー：相原英雄、尾西要一郎、管原章
- 監修：梶研吾
- 脚本：新田隆男、林壮太郎、細尾真奈美
- 撮影：菊池亘
- 照明：近守里夫
- 美術：大庭勇人
- 音楽：村山竜二
- エンディング曲：菊池志穂「Dream Child」
- 監督：舞原賢三、山崎貴、七里圭、大工原正樹、上野勝仁
- 制作：プラネットエンターテイメント

| テレビ東京 月曜24：45 - 25：15枠 | テレビ東京 月曜24：45 - 25：15枠 | テレビ東京 月曜24：45 - 25：15枠 |
| 前番組                           | 番組名                           | 次番組                           |
| -------------------------------- | -------------------------------- | -------------------------------- |
| うしろの百太郎                   | 七瀬ふたたび                     | つげ義春ワールド                 |

### 「NHKドラマ8」版
2008年10月9日から放送（連続10回）。七瀬の姓の火田の読みは「ひた」ではなく「ひだ」となっており、職業は老人介護施設で働くヘルパー。原作と異なり、七瀬のテレパシー能力が覚醒したのは物語が開始してからである。恒夫の名前は恒介に変更して職業はマジシャン、藤子は大学の研究員、ノリオの名前は朗に変更、ヘンリーは日本人として登場している。また「超能力」は「未知能力」と呼称している。

#### メインキャスト
- 田中（火田）七瀬 - テレパス ：蓮佛美沙子[16]（幼少時代：奥森皐月、少女時代：高瀬岬）
- 岩渕恒介 - 予知能力 ：塩谷瞬（少年時代：北園心知）
- 漁藤子 - タイムリープ ：水野美紀[17]
- 真弓瑠璃（七瀬の友人）：柳原可奈子
- ヘンリー（岸谷直人） - 念動力 ：郭智博
- 広瀬朗(あきら) - テレパス ：宮坂健太
- 江藤亮太（刑事）：載寧龍二
- 増田店長（バーを経営）：北村総一朗
- 火田精一郎（七瀬の父）：小日向文世
- 高村刑事：市川亀治郎

#### ゲスト(登場回順)
- 田中静子（七瀬の母）：中村久美
- 八百屋のおばさん：阿知波悟美
- 西尾正人 - 透視能力 ：今井朋彦
- 通り魔犯人：チョウソンハ
- 赤い服の女（被害者の女）：長澤奈央
- 増田尚子（増田店長の妻）：伊藤榮子
- 武田雄司 - 予知能力 ：長谷川博己
- 須藤タケシ - 念動力（現在は消滅） ：脇知弘
- 佐倉尚吾（昔の精一郎の助手）：光石研
- 五味百合子 ：桜田聖子
- 大野（ジャーナリスト）：堀内正美
- 警官：徳井優

#### スタッフ
- 脚本：伴一彦、真柴あずき
- 演出：笠浦友愛、吉川邦夫、松浦善之助、陸田元一
- 制作統括：谷口卓敬、遠藤理史
- 音楽：川井憲次
- 主題歌：GReeeeN「君想い」
- 科学監修：石川幹人
- 警察考証：杢尾尭
- 奇術指導：長谷和幸、横田菊枝、TanBA
- 制作協力：NHKエンタープライズ
- 制作・著作：NHK、テレパック

#### 放送日程
| 第1回                                                      | 10月09日 | そして扉がひらく | 伴一彦     | 笠原友愛   | 9.1% |
| 第2回                                                      | 10月16日 | 危険な力         | 伴一彦     | 笠原友愛   | 5.2% |
| 第3回                                                      | 10月23日 | 悪魔のまなざし   | 伴一彦     | 笠原友愛   | 6.4% |
| 第4回                                                      | 10月30日 | 対決             | 伴一彦     | 松浦善之助 | 4.9% |
| 第5回                                                      | 11月06日 | 時をのぼる       | 真柴あずき | 吉川邦夫   | 4.5% |
| 第6回                                                      | 11月13日 | 父への鍵         | 真柴あずき | 松浦善之助 | 6.3% |
| 第7回                                                      | 11月20日 | 再会、そして…    | 真柴あずき | 吉川邦夫   | 5.7% |
| 第8回                                                      | 11月27日 | 能力の真実       | 伴一彦     | 松浦善之助 | 5.9% |
| 第9回                                                      | 12月04日 | それぞれの戦い   | 伴一彦     | 陸田元一   | 4.7% |
| 最終回                                                     | 12月11日 | 祈り             | 伴一彦     | 吉川邦夫   | 6.2% |
| 平均視聴率 5.9% （視聴率は関東地区・ビデオリサーチ社調べ） |          |                  |            |            |      |

| NHK ドラマ8        | NHK ドラマ8  | NHK ドラマ8     |
| 前番組             | 番組名       | 次番組          |
| ------------------ | ------------ | --------------- |
| キャットストリート | 七瀬ふたたび | Q.E.D. 証明終了 |

## 映画
『七瀬ふたたび』は、「筒井康隆作家生活50周年記念映画」と題し、原作に忠実に描くことを重視した初の劇場作品。ただし脚本自体は映画化の10年前に完成していた。原作の連載が開始された1972年との時代背景の違いを理由に、結末は大きく異なっている。監督は小中和哉。
映画化が難航した一因だった七瀬役は、原作の印象に近いクールビューティが買われて芦名星が抜擢された。原作の筒井はもっとも七瀬らしい七瀬と評している。
映画公開を記念し、2010年9月19日にニコニコ動画で秋山眞人による生放送超能力開発講座『超能力ちゃんねる』を配信した。
キャッチコピーは「彼女はテレパス 人の心の中を読む」。

### キャスト
- 火田七瀬（テレパス）：芦名星
- 漁藤子（タイムトラベラー）：佐藤江梨子
- 岩淵了（予知能力者）：田中圭
- 真弓瑠璃（七瀬の友人）：前田愛
- ヘンリー・フリーマン（テレキネシス）：ダンテ・カーヴァー
- 山沢ノリオ（テレパス）：今井悠貴
- 景浦（能力者の敵対者）：河原雅彦
- 山木義男（老刑事）：平泉成
- 狩谷（能力者の敵対者、最強の敵）：吉田栄作
- 池田成志
- 大杉漣

### スタッフ
- 監督：小中和哉
- 製作：川城和実、樫野孝人、一志順夫、堀徹
- プロデューサー：小椋悟
- アソシエイトプロデューサー：安斎みき子
- 脚本：伊藤和典
- 原作：筒井康隆
- 撮影：西久保弘一
- 美術：大庭勇人
- 照明：白石宏明
- 音楽：岸利至
- 主題歌：school food punishment「flashback trip syndrome」（EPIC RECORDS JAPAN）
- 編集：松木朗
- ヘアメイク：貴島貴也
- キャスティング：おおずさわこ
- 助監督：小原直樹
- 制作主任：高瀬大樹
- スクリプター：松隈理恵
- スチール：佐藤芳夫
- 配給：IMJエンタテインメント、マジックアワー

### 七瀬ふたたび プロローグ
『七瀬ふたたび プロローグ』は、本編前に上映される10分間の短編映画。映画の前日談にあたり、筒井康隆の大ファンであった中川翔子の初監督作品。本編監督の小中和哉が中川にオファーを出し、小中自身は「監督補」として中川の表現したいイメージを映像化した。主演の芦名星のほか、NHKドラマ版で主人公を演じた多岐川裕美が母親役にキャスティングされた。

#### 出演（プロローグ）
- 火田七瀬（現在）：芦名星
- 七瀬の母：多岐川裕美
- 火田七瀬（少女時代）：庵原涼香
- 火田七瀬（中学時代）：高橋胡桃
- 若い男：佐々木崇雄

#### スタッフ（プロローグ）
- 監督：中川翔子
- 脚本・監修：小中和哉

## 漫画
『NANASE』のタイトルで漫画化された。『別冊ヤングマガジン』（講談社）で連載された。単行本は講談社ヤンマガKCから全4巻が2001年から2003年にかけて刊行された。第4巻には『家族八景』を原作とする番外編も収録している。